# Calloserica bertiae
Calloserica bertiae är en skalbaggsart som beskrevs av Ahrens 2000. Calloserica bertiae ingår i släktet Calloserica och familjen Melolonthidae. Inga underarter finns listade.